# Hendrik Reiher

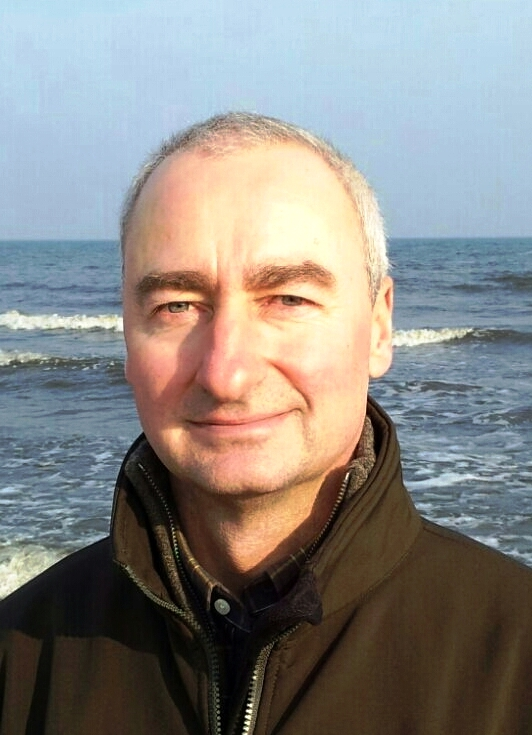
Hendrik Reiher, 2015

Hendrik Reiher (* 25. Januar 1962 in Eisenhüttenstadt) ist ein ehemaliger deutscher Ruderer, der von 1981 bis 1992 in den deutschen Nationalmannschaften vertreten war.

## Leben
Bereits seit seiner Einschulung 1968 in Eisenhüttenstadt war Hendrik Reiher sportlich aktiv. Zunächst trainierte er als Turner im Trainingszentrum der BSG Stahl Eisenhüttenstadt. Als sich hierbei ab 1970 erste Erfolge abzeichneten, wurde er 1972 als Turner auf die Sportschule Frankfurt (Oder) delegiert. Ab 1975 setzte er sein Training an der Kinder- und Jugendsportschule Potsdam fort.
Kurz nach einem erfolgreichen 6. Platz im Finale an den Ringen bei der DDR-Spartakiade 1977 wechselte er ein Jahr später verletzungsbedingt vom Turnen zur Sportart Rudern bei der SG Dynamo Potsdam. 1982 legte er sein Abitur ab. Im gleichen Jahr begann Hendrik Reiher ein Studium der Sportwissenschaft an der Deutschen Hochschule für Körperkultur in Leipzig, das er 1989 mit Diplom abschloss.
Formell arbeitete er während seines Studiums und danach bis 1991 als Angestellter bei der Bezirksbehörde der Deutschen Volkspolizei. In Anerkennung seiner sportlichen Leistung erhielt Hendrik Reiher 1992 das Silberne Lorbeerblatt, die höchste sportliche Auszeichnung der Bundesrepublik Deutschland, aus den Händen des damaligen Bundespräsidenten Richard von Weizsäcker. In der DDR wurde er bereits 1988 mit dem Vaterländischen Verdienstorden in Gold ausgezeichnet. Seit der Wende ist er, wie viele andere Sportler auch, bei der Deutschen Kreditbank AG tätig.
Hendrik Reiher ist zum zweiten Mal verheiratet, hat insgesamt drei Kinder und wohnt mit seiner Familie in Caputh.

## Sportliche Erfolge als Steuermann
- 12× DDR-Meister
- 2× Deutscher Meister
- 1981: 2. Platz bei den Weltmeisterschaften im Zweier mit Steuermann
- 1982: 2. Platz bei den Weltmeisterschaften im Zweier mit Steuermann
- 1983: 2. Platz bei den Weltmeisterschaften im Achter
- 1985: 3. Platz bei den Weltmeisterschaften im Vierer mit Steuermann
- 1986: 1. Platz bei den Weltmeisterschaften im Vierer mit Steuermann
- 1987: 1. Platz bei den Weltmeisterschaften im Vierer mit Steuermann
- 1988: 1. Platz bei den Olympischen Spielen im Vierer mit Steuermann
- 1989: 4. Platz bei den Weltmeisterschaften im Vierer mit Steuermann
- 1990: 1. Platz bei den Weltmeisterschaften im Vierer mit Steuermann
- 1991: 5. Platz bei den Weltmeisterschaften im Zweier mit Steuermann
- 1992: 2. Platz bei den Olympischen Spielen im Vierer mit Steuermann